# Dominic Dromgoole
Dominic Charles Fleming Dromgoole (Bristol, 25 ottobre 1963) è un regista teatrale e direttore artistico britannico.

## Biografia
Nato a Bristol e cresciuto a Somerset, Dominic Dromgoole ha studiato letteratura inglese e lettere classiche al St Catharine's College dell'Università di Cambridge, laureandosi nel 1985. Sei mesi dopo la laurea, Dromgoole è stato ingaggiato come assistente alla regia del Bush Theatre di Londra e nel 1990 ne è diventato direttore artistico, una posizione che ha mantenuto fino al 1996. In questi anni ha portato al debutto sessantacinque nuove opere teatrali di numerosi drammaturghi di primo piano nel panorama del teatro britannico contemporaneo, tra cui Philip Ridley e Conor McPherson. Dopo aver collaborato con Peter Hall per una stagione di opere teatrali moderne all'Old Vic, dal 1999 al 2005 è stato direttore artistico dell'Oxford Stage Company, dove ha diretto classici di Shakespeare, Strindberg e Čechov.
Nel 2005 ha rimpiazzato Mark Rylance come direttore artistico del Shakespeare's Globe, occupando la carica fino al 2016. In questo periodo ha diretto numerosi classici shakespeariani, tra cui Coriolano, Antonio e Cleopatra, Pene d'amore perdute, Re Lear, Romeo e Giulietta, Enrico IV parte I e II ed Enrico V. Nel 2014 ha diretto La duchessa di Amalfi in occasione dell'inaugurazione della Sam Wanamaker Playhouse, una ricostruzione di un teatro privato giacomiano all'interno del complesso del Shakespeare's Globe. Nei due anni successivi ha continuando a dirigere al Globe allestimenti di Misura per misura, Giulio Cesare, Pericle, principe di Tiro e, infine, La tempesta; nel 2016 Emma Rice gli è succeduta come direttrice artistica del Globe. Dopo aver lasciato il Globe, Dromgoole ha fondato la Classic Spring Company e ha preso in affitto il Vaudeville Theatre di Londra per la stagione 2017/2018, durante la quale ha portato in scena apprezzati allestimenti di Una donna senza importanza, Un marito ideale e L'importanza di chiamarsi Ernesto.
Vive ad Hackney con la compagna Sasha Hails e le tre figlie.